# Hans-Jürgen Syberberg
Hans-Jürgen Syberberg (Nossendorf, 8 dicembre 1935) è un regista teatrale, regista cinematografico e sceneggiatore tedesco.

## Biografia
Figlio di un proprietario terriero della Pomerania, Hans-Jürgen Syberberg trascorse l'infanzia in campagna. Nel 1945 si trasferì a Berlino Est e qui girò in 8 mm i suoi primi documentari, fra cui Nach meinem letzen Umzug su Bertolt Brecht al lavoro con il Berliner Ensemble girato nel 1952 ma distribuito nel 1970. Nel 1953 emigrò nella Repubblica Federale Tedesca: si laureò in letteratura tedesca all'Università Ludwig Maximilian di Monaco con una tesi su L'Assurdo in Dürrenmatt. A partire dalla prima metà degli anni sessanta si dedicò alla realizzazione di documentari televisivi.
Nel 1968 girò il primo film di finzione: Scarabea - Wieviel Erde braucht der Mensch, tratto liberamente dal racconto di Lev Tolstoj Se di molta terra abbia bisogno un uomo e ambientato in Sardegna. Sebbene di produzione italo-tedesca, questo film è stato proiettato in Italia in lingua tedesca con sottotitoli in italiano solo nella trasmissione Fuori orario nell'agosto 2007. Syberberg si mise in evidenza con una trilogia di durata straordinariamente lunga (Ludwig II - Requiem für einen jungfräulichen König, 1972; Karl May, 1974; e soprattutto Hitler - Ein Film aus Deutschland, 1977), nella quale, ricorrendo al mito della Gesamtkunstwerk wagneriana, si rappresentava la cultura tedesca da Wagner ad Hitler. Soprattutto il terzo film, lungo 429 minuti e dedicato a Hitler, ha suscitato interesse e polemiche.
Parsifal, adattamento dell'opera omonima di Wagner, costituì anche l'incontro con l'attrice Edith Clever che, oltre a diventare sua moglie, è stata interprete di alcuni film o spettacoli teatrali diretti da Syberberg sotto forma di monologo (La notte e Molly Bloom nel 1985, Penthesilea e La signorina Elsa nel 1987, La marchesa von O. nel 1990).

## Filmografia
- Fünfter Akt, Siebte Szene. Fritz Kortner probt Kabale und Liebe (documentario su Fritz Kortner) (1965)
- Fritz Kortner spricht Monologue für eine Schallplatte (documentario su Fritz Kortner) (1966)
- Wilhelm von Kobell (documentario sul pittore Wilhelm von Kobell) (1966)
- Romy. Anatomie eines Gesichts (documentario su Romy Schneider) (1967)
- Die Grafen Pocci - einige Kapitel zur Geschichte einer Familie (documentario su Franz von Pocci)
- Scarabea - Di quanta terra ha bisogno un uomo? (1969)
- Sex-Business - made in Pasing (1970)
- San Domingo (1970)
- Nach meinem letzten Umzug (1972)
- Ludwig - Requiem per un re vergine (Ludwig - Requiem für einen jungfräulichen König) (1972)
- Theodor Hierneis oder: Wie man ehem. Hofkoch wird (documentario: intervista immaginaria al cuoco di Ludwig II di Baviera) (1972)
- Karl May (1974)
- Winifred Wagner und die Geschichte des Hauses Wahnfried von 1914-1975 (documentario: intervista a Winifred Wagner) (1977)
- Hitler, un film dalla Germania (Hitler, ein Film aus Deutschland) (1977)
- Parsifal (1982)
- La notte (film monologo con Edith Clever) (1985)
- Edith Clever liest Joyce (film monologo con Edith Clever)
- Fräulein Else (film monologo con Edith Clever) (1987)
- Penthesilea (film monologo con Edith Clever)
- La marchesa di O... (Die Marquise von O...) - film tv (1989)
- Syberberg filmt Brecht
- Ein Traum, was sonst? (1995)
- Höhle der Erinnerung (1997)